# Hamiguitan
Der Hamiguitan ist ein Berg auf der Insel Mindanao (Philippinen). Er liegt in der Provinz Davao Oriental im östlichsten Küstengebirge am Pazifischen Ozean, einer der abgelegensten Regionen der Philippinen und erreicht eine Höhe von 1620 Metern.
Das Gebiet des Gebirgszuges, in dem der Hamiguitan liegt, teilen sich die Provinzhauptstadt Mati City und die Gemeinden San Isidro und Governor Generoso.

## Hydrologie
Das Gebirge um den Hamiguitan bildet die Wasserscheide zwischen dem Golf von Davao und der Philippinensee. Die größten Flüsse, die dem Gebirge entspringen, sind der Bitaogan River, der Maua River, der Dumagooc und der Tibanban River. Der Dumagooc River hat einen Wasserabfluss von bis zu 30 m³ pro Sekunde, kleinere Bäche trocknen jedoch im Sommer aus.

## Mount Hamiguitan Range Wildlife Sanctuary
Im Juli 2004 wurde das Mount Hamiguitan Range Wildlife Sanctuary deklariert. Unter Zugrundelegung des Republik Act. 9303 wurde ein Gebiet von 6834 Hektar als Naturschutzgebiet ausgewiesen.
In diesem Gebiet werden fünf Vegetationszonen beschrieben. Ein bewirtschaftetes Agro-Ökosystem befindet sich 75 – 420 m über dem Meeresspiegel, Flügelfruchtgewächse bedecken die Vegetationszone von 420 bis 920 m, niedrige Bergflora belegt ein Höhenband von 920 bis 1160 m, eine typische Mooslandschaft befindet sich von 1160 bis 1350 m und der einzigartige Pygmäenwald bedeckt ein Höhenband von 1160 bis 1200 m. Viele dieser Bergpflanzen am Hamiguitan sind endemisch oder selten. Der Zwergbaumwald belegt eine Fläche von 225 Hektar und wird durch zwei dominante und gleichzeitig endemische Baumarten gebildet, Leptospermum flavescens und Wendlandia nervosa. Die Zwergbäume erreichen eine Höhe von 1,4 Meter und einen Stammdurchmesser von 8 cm.
Das Mount Hamiguitan Range Wildlife Sanctuary ist ein wichtiges Schutzgebiet für den Affenadler und andere gefährdete Vogel- und Säugetierarten, wie den Goldkronen-Flughund (Acerodon jubatus), den Philippinen-Koboldmaki (Tarsius syrichta), das Philippinische Pustelschwein (Sus philippinensis), für Kurznasenflughunde (Haplonycteris fischeri), den Fleckenmusang (Paradoxurus hermaphroditus) und die im Jahre 2008 erstmals beschriebene Hamiguitan-Haarschwanzratte aus der Gattung der Philippinen-Haarschwanzratten (Batomys hamiguitan), von der nur das Hamiguitan-Gebirge als Verbreitungsgebiet bekannt ist.
Von den 53 verschiedenen Vogelarten sind zehn in Mindanao endemisch, zwanzig sind auf den Philippinen endemisch und vielfach als gefährdet eingestuft. Darunter fallen die Bartlett-Dolchstichtaube (Gallicolumba criniger)Dunkelohrtaube (Phapitreron cinereiceps), der Tariktik-Hornvogel (Pinelopides panini) und der Graukehl-Nektarvogel (Aethopyga primigenia)
Seit 2014 steht das Mount Hamiguitan Range Wildlife Sanctuary auf der UNESCO-Liste des Weltnaturerbe.

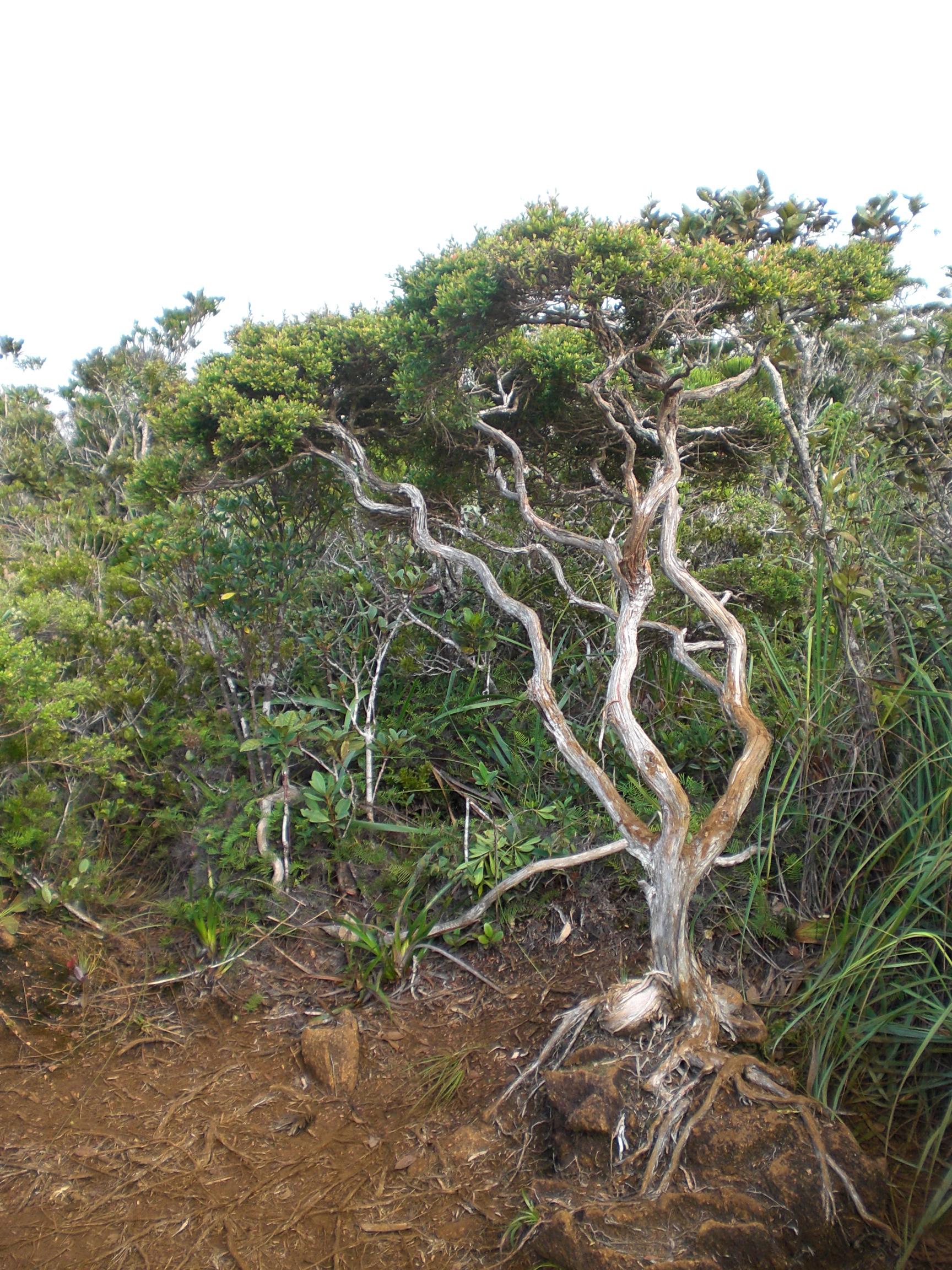
Der Zwergbaumwald am Hamiguitan
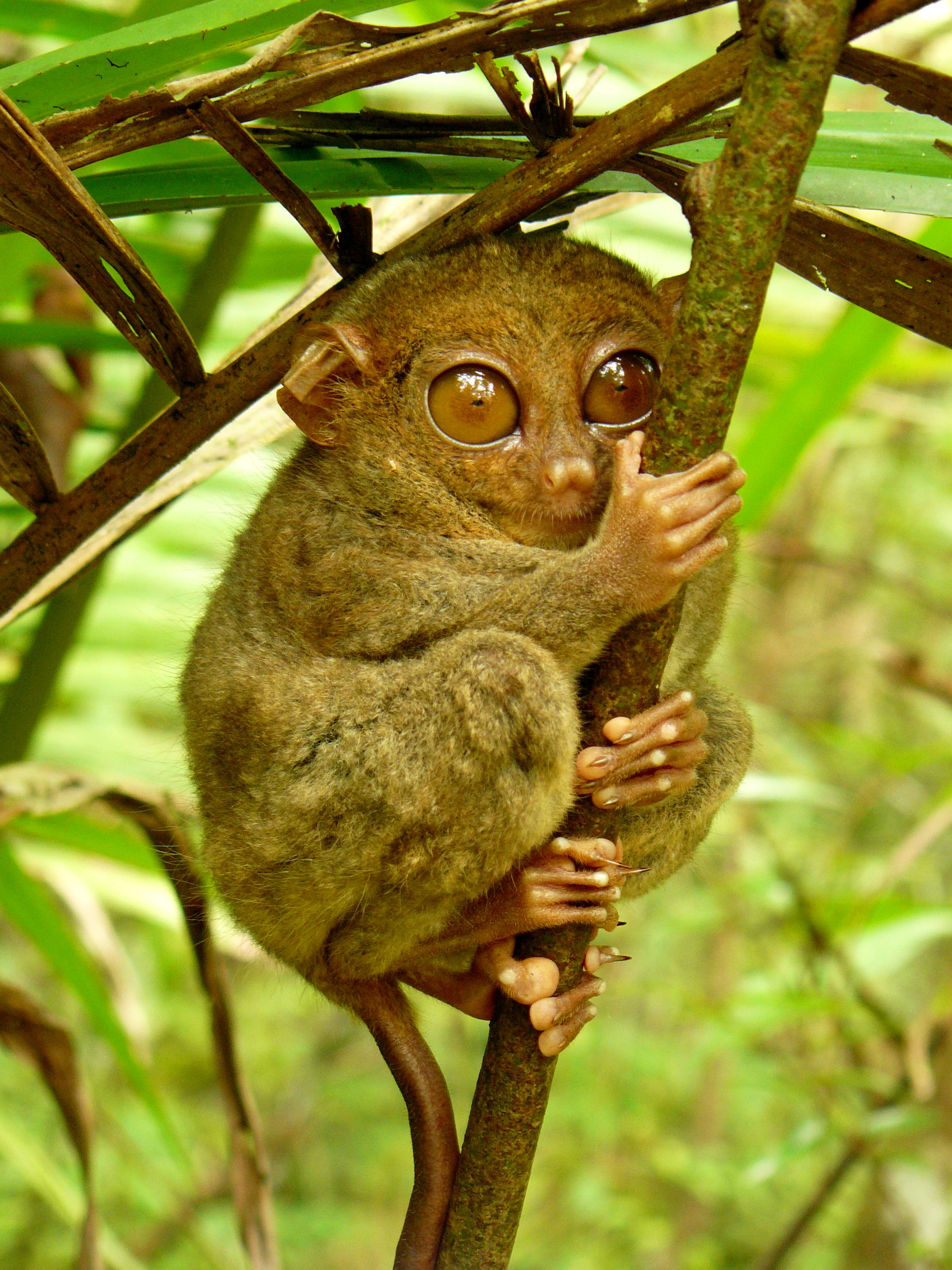
Philippinen-Koboldmaki